# Стойо Христов
Стойо (Стою) Христов Старовски, известен като Стойо Орленчето, е български революционер, прилепски районен войвода на Вътрешната македоно-одринска революционна организация.

## Биография
Стою Христов е роден в 1870 или на 15 май 1873 година в село Орле, Битолско, тогава в Османската империя. Завършва четвърто отделение и работи като ханджия. От 1897 година е член на ВМОРО. Действа като легален десетар на група от 20 души в Битоля. Събира пари за организацията. От 1901 година е районен началник на селата по завоя на река Черна. През 1903 година, два-три месеца преди избухването на Илинденско-Преображенското въстание, става нелегален четник при Никола Русински. По време на въстанието е районен войвода на селата по завоя на Черна и командва чета от 30 – 40 души. С нея участва в сражения с османците – при Ношпал, при Клепач, при Горна и Долна Чарлия и при Добромирци, Паралово и в Мариово. След въстанието е околийски ръководител на Малко Мариово, член на околийското ръководство на ВМОРО.
На 21 март 1943 година, като жител на Битоля, подава молба за народна пенсия, която е одобрена и отпусната от Министерския съвет на Царство България.